# Contando o custo

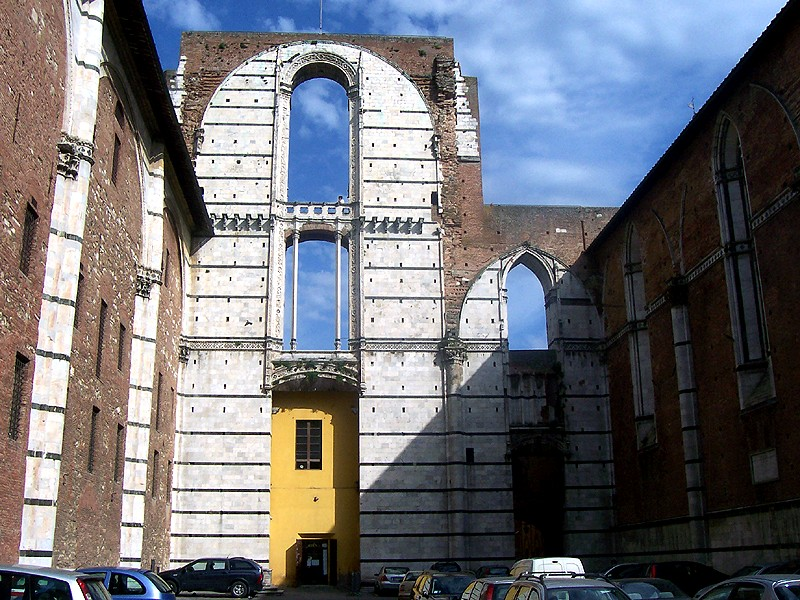
Fachada da Catedral de Siena. A construção foi abandonada em 1348

Contando o Custo, ou A parábola acerca da providência (ARC), ou As condições para ser seguidor de Jesus (NAA e NTLH) ou O custo do discipulado (NVI e NVT) são nomes geralmente dados a um par de parábolas de Jesus relatadas no Evangelho de Lucas 14:25-33.

## Narrativa
Segundo Lucas, as parábolas dizem:
| “ | «Uma grande multidão o acompanhava e, virando-se Jesus para ela, lhe disse: Se alguém vem a mim e não aborrece a seu pai, e mãe, e mulher, e filhos, e irmãos, e irmãs, e ainda a sua própria vida, não pode ser meu discípulo. Quem não carrega a sua cruz e não me segue, não pode ser meu discípulo. Pois qual de vós, querendo edificar uma torre, não se assenta primeiro a fazer as contas dos gastos, para ver se tem com que a acabar? Para que não aconteça que, depois de haver posto os alicerces, e não a podendo acabar, todos os que a virem comecem a escarnecer dele; Dizendo: Este homem começou a edificar e não pôde acabar. Ou qual é o rei que, indo à guerra a pelejar contra outro rei, não se assenta primeiro a tomar conselho sobre se com dez mil pode sair ao encontro do que vem contra ele com vinte mil? De outra maneira, estando o outro ainda longe, manda embaixadores, e pede condições de paz. Assim, pois, qualquer de vós, que não renuncia a tudo quanto tem, não pode ser meu discípulo.» (Lucas 14:25–35) | ” |
|   | — Tradução Brasileira. |   |

## Interpretação
Joel B. Green sugere que não está claro que tipo de torre está sendo referida na primeira parábola, mas observa que a mensagem é que uma "fidelidade profunda à finalidade salvadora de Deus" é requerida, "aparente na identidade do indivíduo como um discípulo de Jesus". Trata de se colocar a família e os bens em segundo lugar, como em Mateus 8:18 e Lucas 9:57–62.

### Intensidade do discurso de Jesus

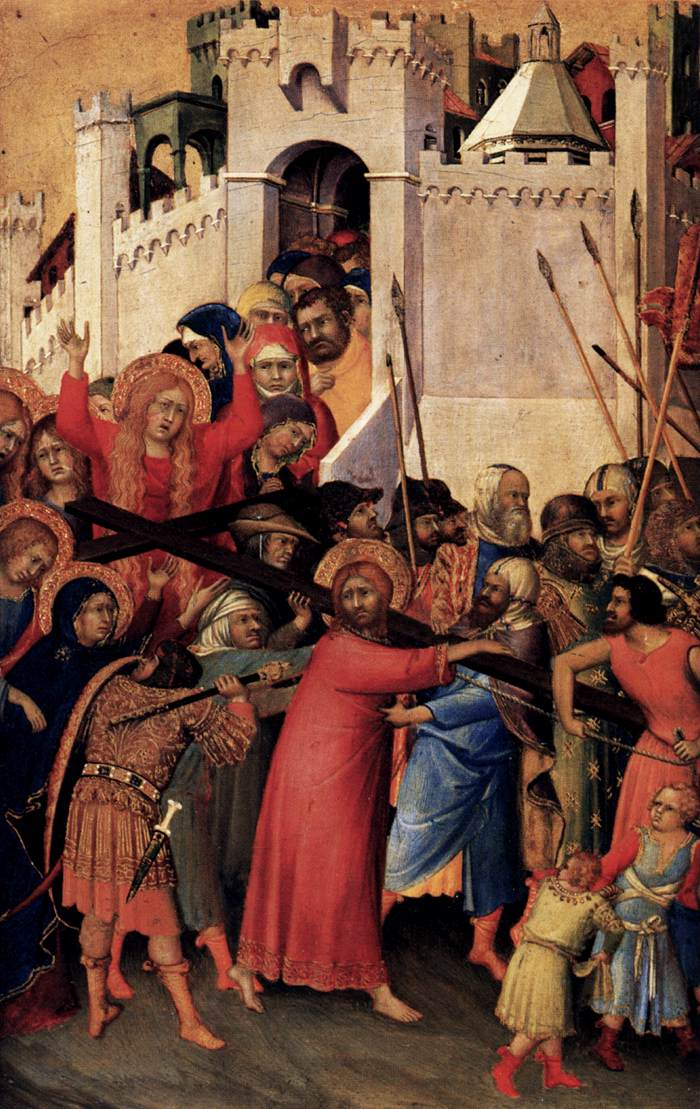
Jesus carregando a Cruz. Pintura de Simone Martini. Na parábola relatada em Lucas 14:25-33, Jesus compara seu discipulado com "carregar uma cruz"

Craig S. Keener, ao comentar o contexto histórico-cultural desta passagem, enfatiza o profundo exclusivismo da mensagem e do discipulado de Jesus. Ele também relembra que nos versículos anteriores à esta parábola (Lucas 14:7–24), Jesus ensina à seus seguidores que "valorizem os necessitados acima da [própria] respeitabilidade". Levando em consideração que a honra era bastante estimada nos tempos de Jesus, essas palavras eram chocantes.
Enquanto isso, dando prosseguimento ao desenvolvimento da narrativa, Lucas relata no texto da parábola que Jesus também exige que seus seguidores valorizem mais a ele do que a seus familiares ou a si mesmos (conforme Lucas 14:26). Keener ainda observa que os ouvintes de Jesus viviam numa sociedade que valorizava fortemente a honra e os laços familiares. A mensagem de Jesus era, portanto, tida como bastante ofensiva, desagradável e exclusivista, por conta do alto sacrifício que Cristo cobrava de seus seguidores.

#### "Quem não carrega sua cruz" (v. 27)
A intensidade das palavras de Jesus também se manifesta quando, de acordo com Lucas 14:27, Jesus diz:" Quem não carrega a sua cruz e não me segue, não pode ser meu discípulo". Keener comenta que carregar a própria cruz (ou pelo menos parte dela) era algo feito por criminosos antes de sua crucifixão, e, em suas palavras "geralmente em meio a uma multidão zombeteira". Jesus uma situação humilhante e desagradável para ilustrar a decisão de seus discípulos em segui-lo, tendo em vista também que a cruz era vista como um instrumento de sofrimento e vergonha pública (Como disse Edwards em seu comentário ao Evangelho de Lucas).

### Interpretação dosPais da Igreja

#### Cirilo de Alexandria
No século IV depois de Cristo, o Patriarca Cirilo de Alexandria cita esta parábola ao pregar argumentando sobre a importância da convicção e firmeza de espírito necessárias para proceder em empreendimentos honrados e virtuosos. Ao comentar sobre o homem da parábola, que começa a construir a torre porém não termina seu empreendimento, afirma o seguinte:
| “ | Aquele que assim age torna-se objeto de meramente ridículo: Pois sobre todo empreendimento honrado e virtuoso uma conclusão apropriada deve seguir. | ” |
|   | — A commentary upon the gospel according to S. Luke: Part I, Sermon LIX..                                                                           |   |

Quando Cirilo de Alexandria pregou no texto da parábola citada neste artigo, afirmou que a lição transmitida por Cristo nessa parábola é que semelhantemente ao que ele disse em seu Sermão LIX) quem deseja seguir a Cristo deve fazê-lo de forma impetuosa e com severa seriedade, sendo capaz de ignorar as coisas mundanas por amor a Cristo:
| “ | Para aqueles cuja escolha é levar uma vida gloriosa e irrepreensível, devem armazenar de antemão em sua mente um zelo suficiente para isso e lembrar-se daquele que diz [Citando Eclesiástico]: 'Meu filho, se você se aproximar para servir ao Senhor, prepare-se para toda tentação: Endireite o teu coração e persevera.' Mas aqueles que não têm esse zelo, como poderão alcançar a marca que lhes foi proposta? | ” |
|   | — A commentary upon the Gospel according to S. Luke, Part II, Sermon CV. |   |